# Cobra Golf
Cobra Golf ist ein US-amerikanischer Hersteller von Golfschlägern. Bekanntestes Produkt ist der Baffler, ein Driver der Linie King Cobra. Seit 2010 gehört Cobra zum Puma-Konzern.

## Geschichte
Der Australier Thomas L. Crow, Gewinner der australischen Amateur-Golf-Meisterschaft 1961, erkannte früh seine Leidenschaft für den Bau von Golfschlägern. In den 1970er Jahren waren Einzelanfertigungen von Schlägern sehr gefragt. 1973 gründete Crow seine Firma, die sich auf so genannte Custom Made Schläger spezialisierte. Er konstruierte ein Schlägermodell, welches dem späteren Baffler ähnelte. Es handelte sich hierbei um ein Modell aus Holz, das in der Sohle des Schlägerkopfes eine Eisenplatte enthielt. 

1978 erhielt die Firma den Namen Cobra Golf Inc. Gary Biszantz, der zuvor im Vertrieb des Autoherstellers Ford gearbeitet hatte, wurde Teilhaber von Cobra Golf. 1980 kam das Holz Baffler auf den Markt und entwickelte sich zum Erfolg. Bereits 1985 erzielte Cobra Golf mit ihm einen jährlichen Umsatz von 4,5 Millionen US-Dollar. Zum Ende der 1980er Jahre betrug der Umsatz auch durch die Expansion nach Kanada, Japan und einigen europäischen Ländern 20 Millionen US-Dollar. 1993 erreichte die Firma bereits einen Umsatz von 56 Millionen US-Dollar. Dazu trug die Zusammenarbeit mit Greg Norman als Werbepartner bei. Norman ist ein langjähriger Freund wie Firmengründer Crow und ebenfalls Australier.

1995 wurde Cobra Golf vom Mischkonzern American Brands, heute Fortune Brands, gekauft und in die Acushnet Company eingegliedert. Acushnet bündelt die Golfaktivitäten des Konzerns.
Im März 2010 gab Puma bekannt, die Marke Cobra Golf von Acushnet übernehmen zu wollen.

## Marktstellung
Nach wie vor erfolgreich ist Cobra Golf mit dem Driver Baffler. Zudem hat die Marke eine starke Stellung bei übergroßen, fehlerverzeihenden Eisenschlägern. Zusätzlich steht das Unternehmen für sehr hochwertige Schläger: Fairwayhölzer, Putter und Eisenschläger.

## Weblink
- Cobra Golf Homepage